# Catherine de Rambouillet
Catherine de Vivonne, marquise de Rambouillet, est une aristocrate française née à Rome, le 13 décembre 1588 et morte à Paris, le 27 décembre 1665.
Elle tint au XVIIe siècle le premier salon célèbre dans son hôtel de Rambouillet situé à Paris, rue Saint-Thomas-du-Louvre.

## Biographie

### Origines, mariage et descendance
Née à Rome vers 1588 de Jean de Vivonne, marquis de Pisani, seigneur de Saint-Gouard, (ambassadeur en Italie et en Espagne), et de Julia Savelli, issue de la haute noblesse romaine,, elle est élevée dans la culture de la conversation, sa mère l'autorisant à assister aux entretiens de son père avec des amis lettrés.
Elle est mariée à 11 ans (le 27 janvier 1600) à Charles d'Angennes, vidame du Mans et futur marquis de Rambouillet. Le couple quitte leur premier hôtel de Rambouillet situé rue Saint-Honoré, racheté par Richelieu pour agrandir son Palais-Cardinal, pour habiter l'hôtel de Pisani, rue Saint-Thomas-du-Louvre, à Paris. Elle redécore entièrement l'ensemble et inspire Marie de Médicis pour l'aménagement du palais du Luxembourg.
Elle a sept enfants, deux garçons et cinq filles :
- Julie (1607-1671) la seconde dans son salon[3].
- Claire-Diane (1610-1670) est religieuse à Pont-aux-Dames avant d'être nommée abbesse d'Yerres en 1637.
- Léon-Pompée[3], marquis de Pisani, né en 1615, est tué à Nordlingen en 1645. (sans descendance)
- Louise-Isabelle (1617-1707) devient abbesse de Saint-Étienne-les-Dames de Reims en 1657.
- Catherine-Charlotte (1622-1691) succède à sa sœur à la tête de l'abbaye d'Yerres en 1669.
- Louis d'Angennes, vidame du Mans, né en 1623, meurt de la peste en 1631.
- Clarisse-Angélique[3] (1624-1664) est la première épouse de François Adhémar de Monteil, comte de Grignan.

Sa petite-fille, Marie-Julie de Sainte-Maure épouse le futur duc d'Uzès, Emmanuel II de Crussol, et devient duchesse d'Uzès.

### Le salon littéraire

#### Un salon influent

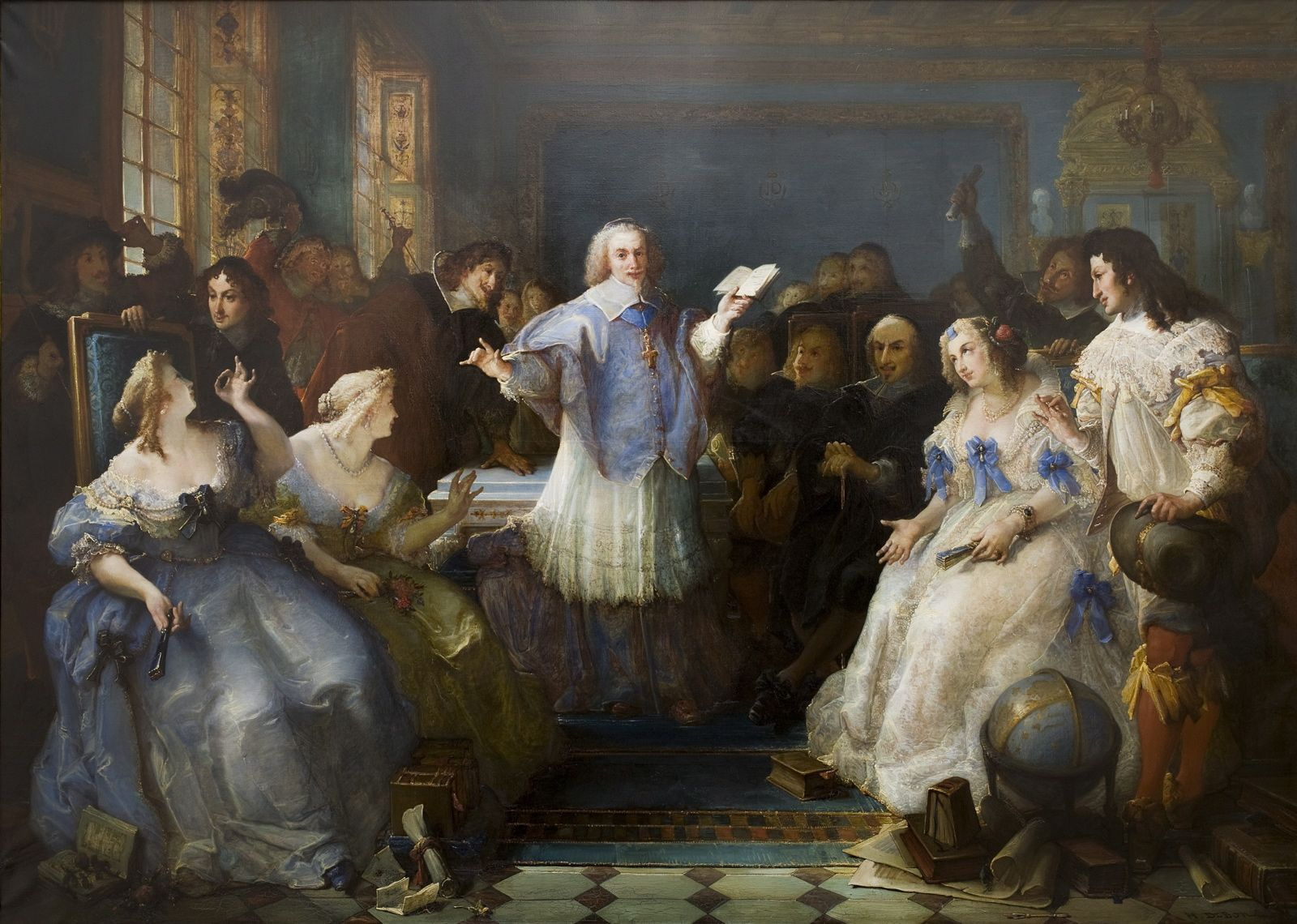
Une séance de lecture à l'Hôtel de Rambouillet par Fr. Debon (1863).

À cause de sa santé précaire et des mœurs de la Cour, elle décide d'attirer chez elle le grand monde. Elle s'intéresse aux arts, aux lettres ; elle aime aussi l'histoire et parle couramment l'italien et l'espagnol.
Elle tient un salon très brillant où elle reçoit ses intimes dans la célèbre « chambre bleue », avec l'aide de sa fille Julie (1607-1671), en l'honneur de qui fut composée La Guirlande de Julie, jusqu'au mariage de celle-ci (1645) avec Charles de Sainte-Maure, marquis de Montausier (qui ne deviendra duc qu'en 1664), date à laquelle le salon commença à décliner, et la mort de Vincent Voiture en 1648 activa son déclin.
Son salon a exercé une grande influence sur la langue française et sur la littérature du temps. Elle est associée aux Précieuses. Dans Les Précieuses ridicules, Molière a raillé les excès de ce milieu, en en imaginant les excès à tel point que certains spécialistes de Molière et de la littérature classique, comme Georges Forestier, ont vu dans la préciosité une invention de cet auteur, ou tout au moins une exagération parodique du raffinement des milieux aisés et aristocrates du XVIIe siècle.

#### Un salon féminin et renommé

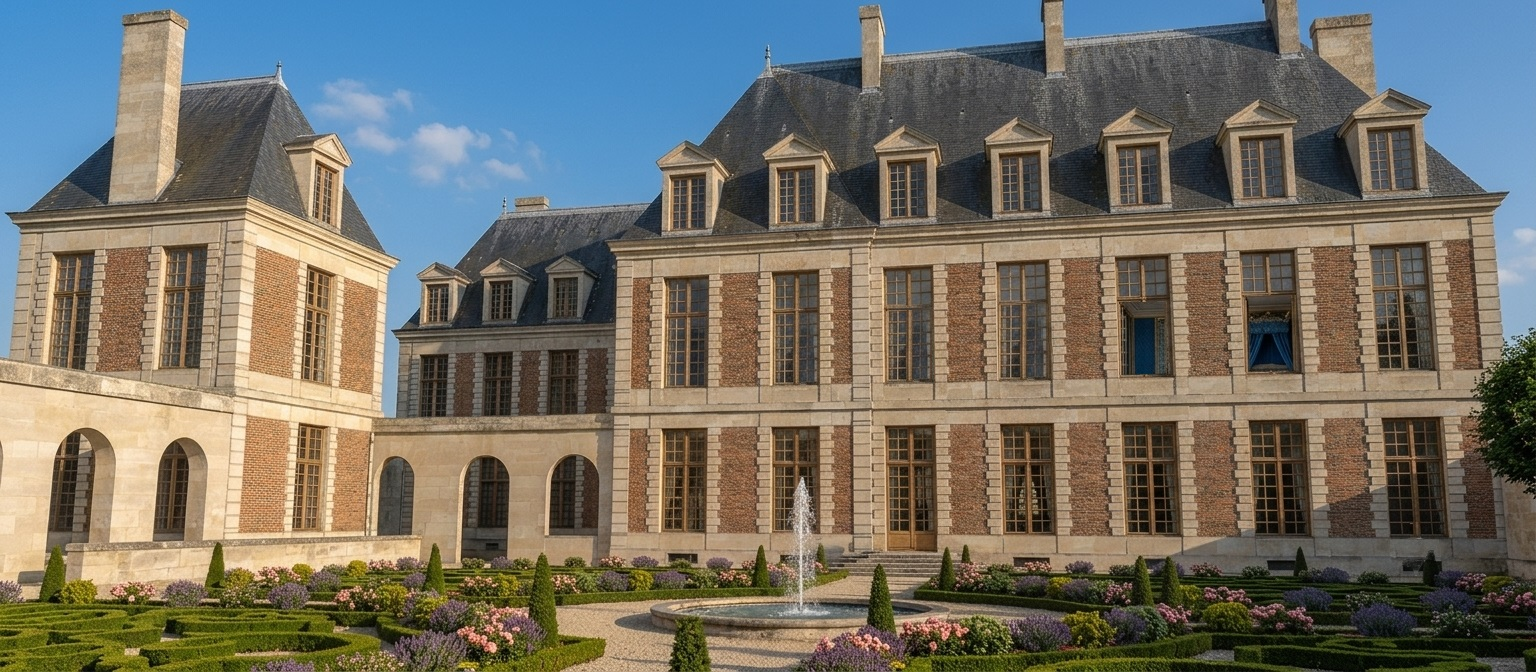
Proposition de restitution de l'Hôtel de Rambouillet, rue Saint-Thomas-du-Louvre, vu depuis le jardin, vers 1650

Ce salon est l'un des rares à donner l'honneur aux femmes, contrairement aux autres salons massivement fréquentés par des hommes. Pour ce faire, Catherine de Vivonne avait enrégimenté un escadron de jeunes filles de la meilleure naissance qui agrémentaient les rencontres par leur esprit et leur charme.
Surnommée Arthénice, anagramme composée par Malherbe, elle apparaît sous les traits de Cléomire dans Artamène ou le Grand Cyrus, de Madeleine et Georges de Scudéry, Cyrus étant lui-même Louis II de Bourbon-Condé, duc d'Enghien, le Grand Condé.
Parmi les habitués de l'hôtel de Rambouillet, on peut citer :
- François de Malherbe
- la duchesse de Longueville
- Claude d'Urre du Puy-Saint-Martin, sieur de Chaudebonne
- Antoine Godeau
- Honorat de Bueil, marquis de Racan
- Marc-Antoine Girard de Saint-Amant
- Georges de Scudéry
- Jean Desmarets de Saint-Sorlin
- Roger de Bussy-Rabutin
- Catherine Henriette d'Angennes
- Claude Malleville
- François Maynard
- Charlotte-Marguerite de Montmorency
- Jean Ogier de Gombauld
- Pierre Corneille
- Angélique Paulet
- la comtesse de La Fayette
- Madame de Sévigné
- Guillaume Colletet
- Claude Favre de Vaugelas
- Gédéon Tallemant des Réaux
- Vincent Voiture

L'amorce du déclin de l'hôtel de Rambouillet eut lieu entre 1645 et 1652, à la suite du mariage de Julie et de plusieurs décès dans sa famille et celui de Voiture en 1648. Ce déclin correspond aussi aux troubles de la Fronde.
Catherine de Vivonne mourut le 2 décembre 1665 dans son hôtel de la rue Saint-Thomas-du-Louvre et fut inhumée dans la chapelle du couvent des Carmélites du faubourg Saint-Jacques, couvent qui disparut à la Révolution française.

### Épitaphe
L'incomparable Arthénice a elle-même composé cette épitaphe :
Ici gît Arthénice, exempte des rigueurs,

Dont l'âpreté du sort l'a toujours poursuivie;

Et si tu veux, passant, compter tous ses malheurs,

Tu n'auras qu'à compter les moments de sa vie.

## Annexe